# Bandera del Palau d'Anglesola
La bandera oficial del Palau d'Anglesola té la descripció següent:
Bandera apaïsada, de proporcions dos d'alt per tres de llarg, vermella, amb el palau blanc obert de l'escut situat sobre el primer i segon terços verticals, d'una alçada d'1/2 de l'alçària del drap i d'una amplada de 7/18 de l'amplària del mateix drap, sobremuntat d'una creu de Malta blanca, d'una alçada d'1/6 de l'alçària del drap i d'una amplada d'1/9 de l'amplària del mateix drap, tot el conjunt situat a 1/12 de la vora superior i a 1/6 de la vora inferior del drap; el tercer terç vertical groc, carregat amb tres pals viperats negres amb nou angles complets, equidistants entre ells, cadascun d'un gruix d'1/27 de l'amplària del drap.
Va ser aprovada el 31 de març de 2022 pel Ple de l'Ajuntament del Palau d'Anglesola, aprovada pel Departament de la Presidència el 14 de juliol de 2022 i publicada en el DOGC el 20 de juliol del 2022 amb el número 8713.
Es basa en l'escut heràldic municipal i n'és una adaptació que n'incorpora els elements i els colors ben representats vexil·lològicament.